# سوزوکی کاپوچینو

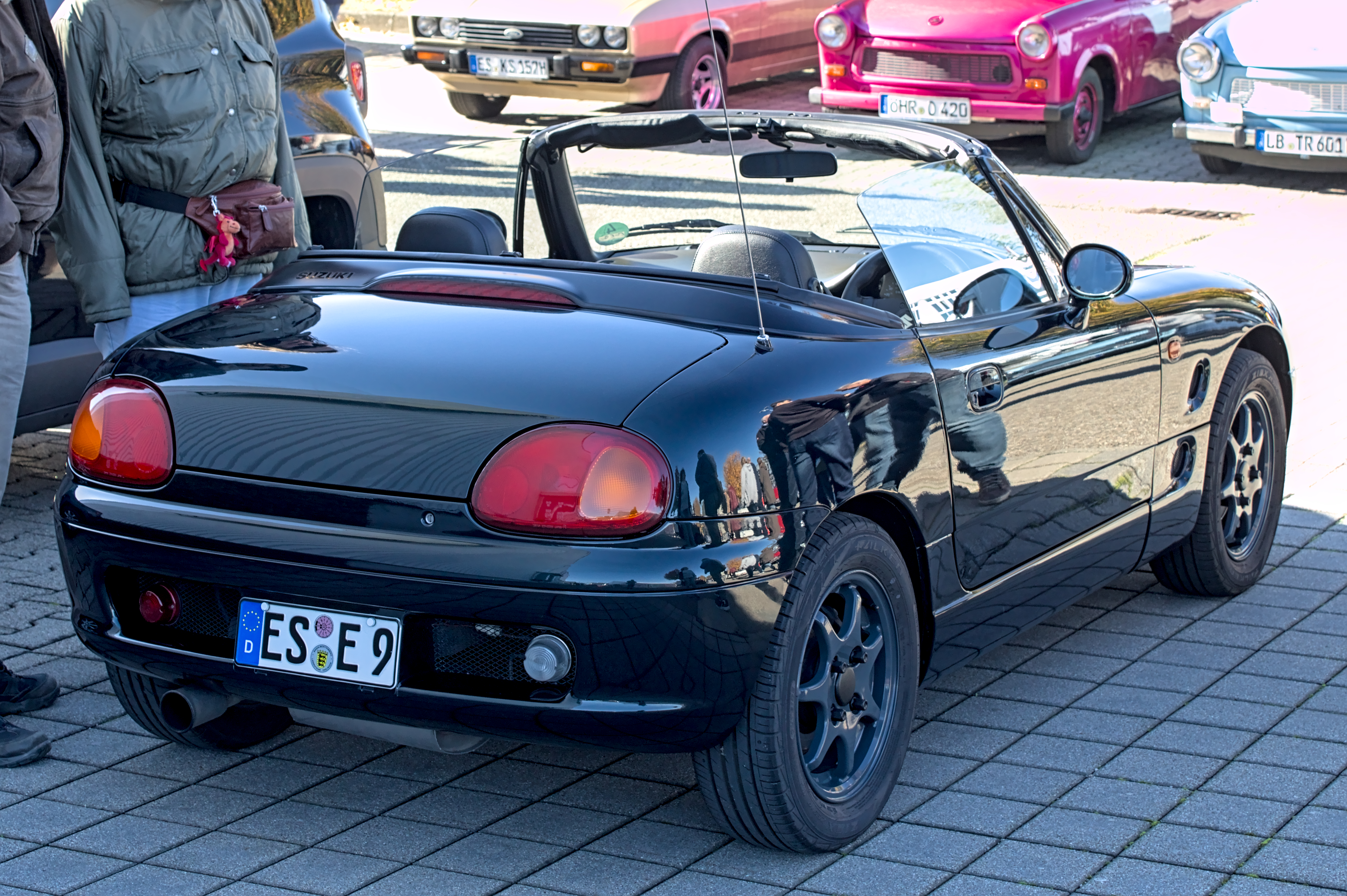

سوزوکی کاپوچینو (Suzuki Cappuccino) خودرویی است که در سال‌های ۱۹۹۱–۱۹۹۷تولید شده‌است.
موتور آن ۶۵۷ سی‌سی است.